# Rignano sull’Arno
Rignano sull’Arno ist eine italienische Gemeinde mit 8552 Einwohnern (Stand 31. Dezember 2023) in der Metropolitanstadt Florenz in der Region Toskana.

## Geografie

Lage von Rignano sull’Arno in der Metropolitanstadt Florenz

Die Gemeinde erstreckt sich über etwa 54 km². Sie liegt rund 23 km südöstlich der Provinz- und Regionalhauptstadt Florenz am Arno.
Zu den Ortsteilen zählen Bombone, Cellai, Le Corti, Le Valli, Pian dell’Isola, Rosano, Salceto, San Donato in Collina, San Martino, San Piero, Santa Maria, Sarnese, Torri, Troghi und Volognano.
Die Höhenlage erstreckt sich von ca. 75 m s.l.m. (Arno bei Rosano) bis 693 m s.l.m. (Poggio di Firenze).
Die Nachbargemeinden sind Bagno a Ripoli, Figline e Incisa Valdarno, Greve in Chianti, Pelago, Pontassieve und Reggello.

## Geschichte
Der Ort wird erstmals im 11. Jahrhundert erwähnt. Bis 1773 hieß er Ponte a Rignano.
Die Pfarrkirche San Leolino (Pieve di San Leolino) wurde um 1066 errichtet. In ihrer Nähe entstand die damalige Burg. Um 1129 wurde der Ort Teil der Grafschaft Florenz. Weitere Dokumente erwähnen die Zerstörung der um 1300 erbauten Arnobrücke aufgrund der Hochwasser von 1422 und 1459. Mit dem Dekret des Großherzogs der Toskana, Leopold I., vom 13. Februar 1773 erhielt der Ort seinen heutigen Namen. Einige Filialgemeinden und Ortsteile wurden der Nachbarpfarrei Pontassieve zugewiesen.
Am 4. November 1966 wurde die Gemeinde abermals von einem Hochwasser heimgesucht.

## Fall Einstein
Der sogenannte „Fall Einstein“ ereignete sich am 3. August 1944, als Soldaten drei Frauen aus der Familie von Albert Einstein ermordeten. Robert Einstein war ein staatenloser Jude, der 1884 in München geboren wurde. Er war der Sohn von Jakob Einstein, dem Onkel von Albert Einstein. Robert Einstein war ein erfolgreicher Geschäftsmann, der seit 1937 in Italien lebte. Er war mit Cesarina (Nina) Mazetti verheiratet, der Tochter eines evangelischen Pastors. Das Paar hatte zwei Töchter (18 und 27 Jahre). Die Familie lebte auf dem Gut Villa Il Focardo bei Rignano sull’Arno.
Als sich der Frontverlauf dem Gut näherte, versteckte sich Einstein in der Umgebung bei italienischen Partisanen in der Hoffnung, dass seine nicht jüdische Familie einschließlich zweier adoptierter Nichten von Übergriffen verschont bleibt und die Befreiung kurz bevorstand. Am Morgen des 3. August 1944 drangen Soldaten in das Haus ein, vandalierten und sperrten die Frauen und Kinder in einem Raum im Obergeschoss ein. Es wurde ein kurzes Standgericht abgehalten und die Familie von Robert Einstein wurde in einem Raum im Erdgeschoss erschossen. Die beiden Nichten überleben in einem Schuppen eingesperrt, weil sie nicht den Namen Einstein trugen. Die Soldaten zündeten anschließend das Haus an.
Robert Einstein sah die Flammen und kehrte aus dem Wald zur Villa zurück. Er fand seine Frau und seine beiden Töchter ermordet vor und versuchte umgehend einen Selbstmord, welcher misslang. Die eintreffenden alliierten Truppen bewegte Einstein zu schnellen Ermittlungen zu den Mördern. Es tauchten Hinweise auf die Verurteilung aufgrund Spionage und der Zugehörigkeit zum Judentum auf. 1945 nahm sich Robert Einstein an seinem 32. Hochzeitstag das Leben.
2007 wurde ein Verfahren zu diesem Mord durch eine der überlebenden Nichten angestrengt. Ein Täter konnte nicht ermittelt werden, nach Zeugenaussage gab es aber bei den Soldaten einen, welcher sich gegen den Mord aussprach. Aber auch diese Person konnte nicht festgestellt werden.
2011 wurde der Fall bei Aktenzeichen XY...ungelöst vorgestellt. Der Grund dafür ist unbekannt. Der weltbekannte Name Albert Einsteins gilt als wahrscheinlicher Auslöser.
Das Verbrechen konnte bis jetzt nicht aufgeklärt werden.

## Sehenswürdigkeiten

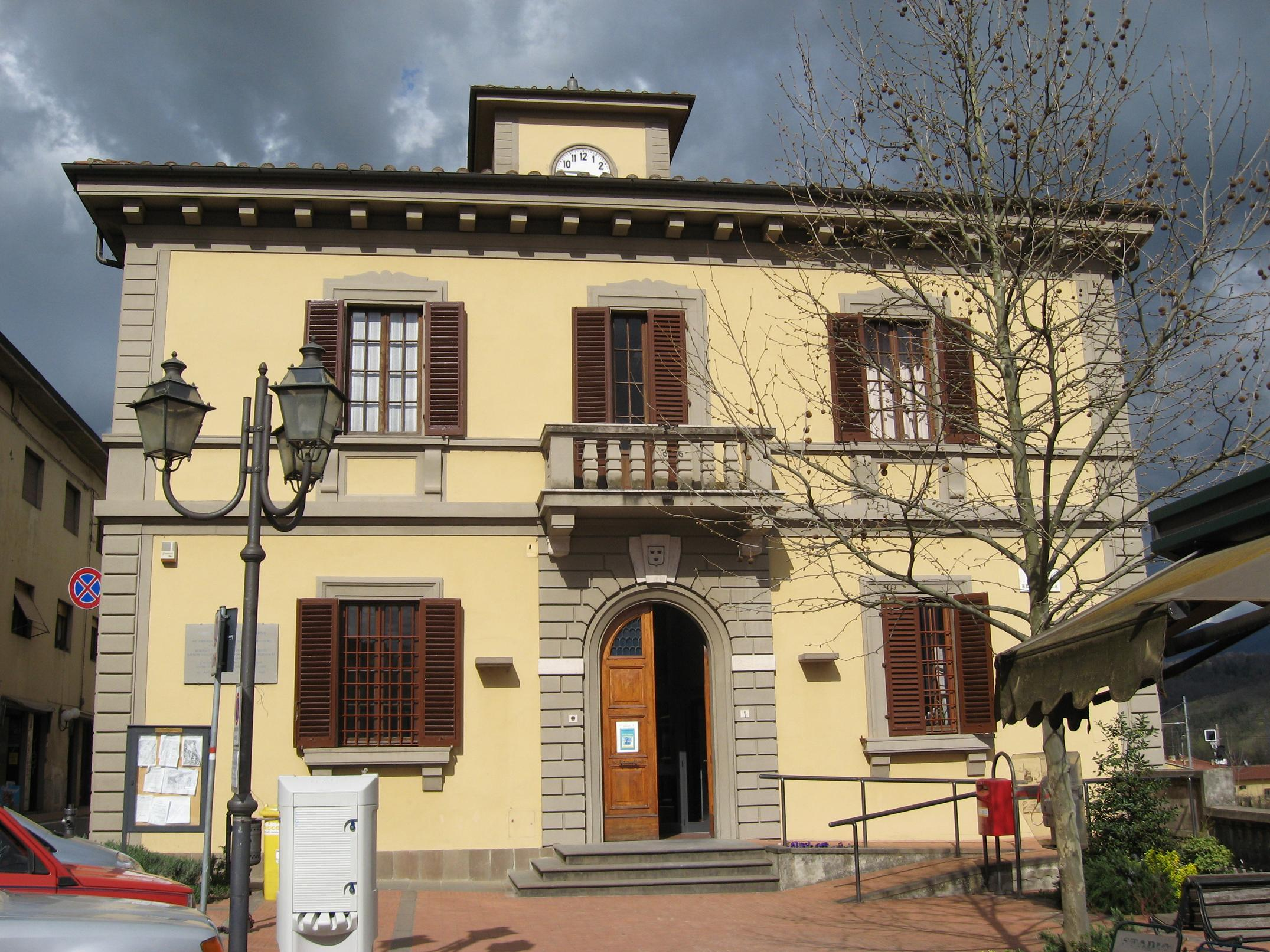
Rathaus von Rignano sull’Arno

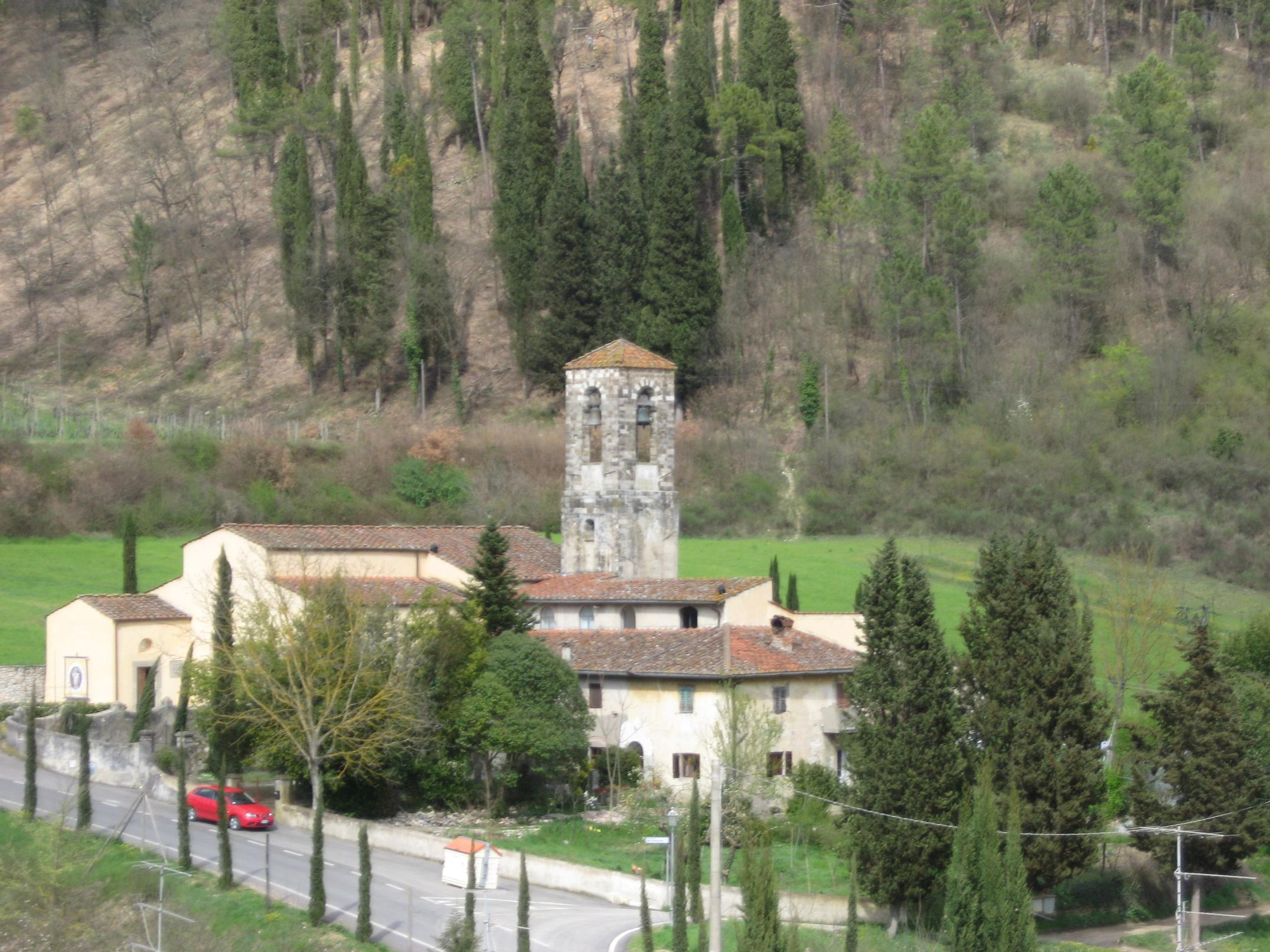
Pieve di San Leolino

- Pieve di San Leolino, Pieve aus dem 11. Jahrhundert, 1066 erstmals erwähnt[2]
- Pieve di San Lorenzo a Miransù, schon 1103 erwähnte Pieve
- Monastero di Santa Maria a Rosano, um 780 entstandenes Kloster
- Chiesa di San Cristoforo in Perticaia, Kirche aus dem 11. Jahrhundert

## Wirtschaft
- Betamotor S.p.A. hat seinen Firmensitz in Rignano.

## Gemeindepartnerschaften
Rignano sull’Arno unterhält seit 2009 eine Gemeindepartnerschaft mit der hessischen Gemeinde Groß-Zimmern (Deutschland).

## Söhne und Töchter der Gemeinde
- Ardengo Soffici (1879–1964), Kunstkritiker, Illustrator und Maler
- Francisco Focardi Mazzocchi (1949–2022), katholischer Ordensgeistlicher, Apostolischer Vikar von Camiri in Bolivien
- Matteo Renzi (* 1975), Politiker, ehemaliger Ministerpräsident der Italienischen Republik